# 阿尔高 (德国)

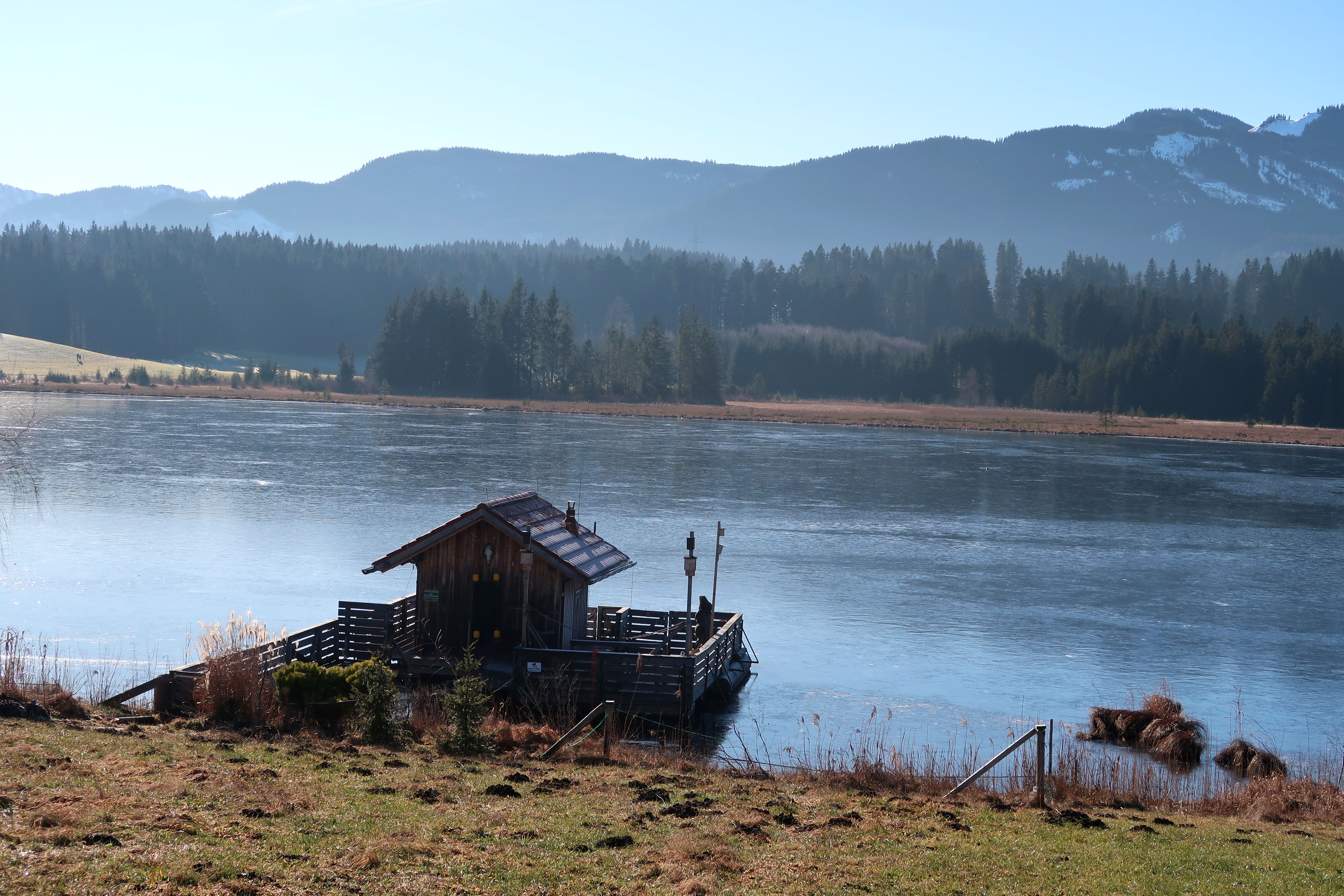
阿尔高

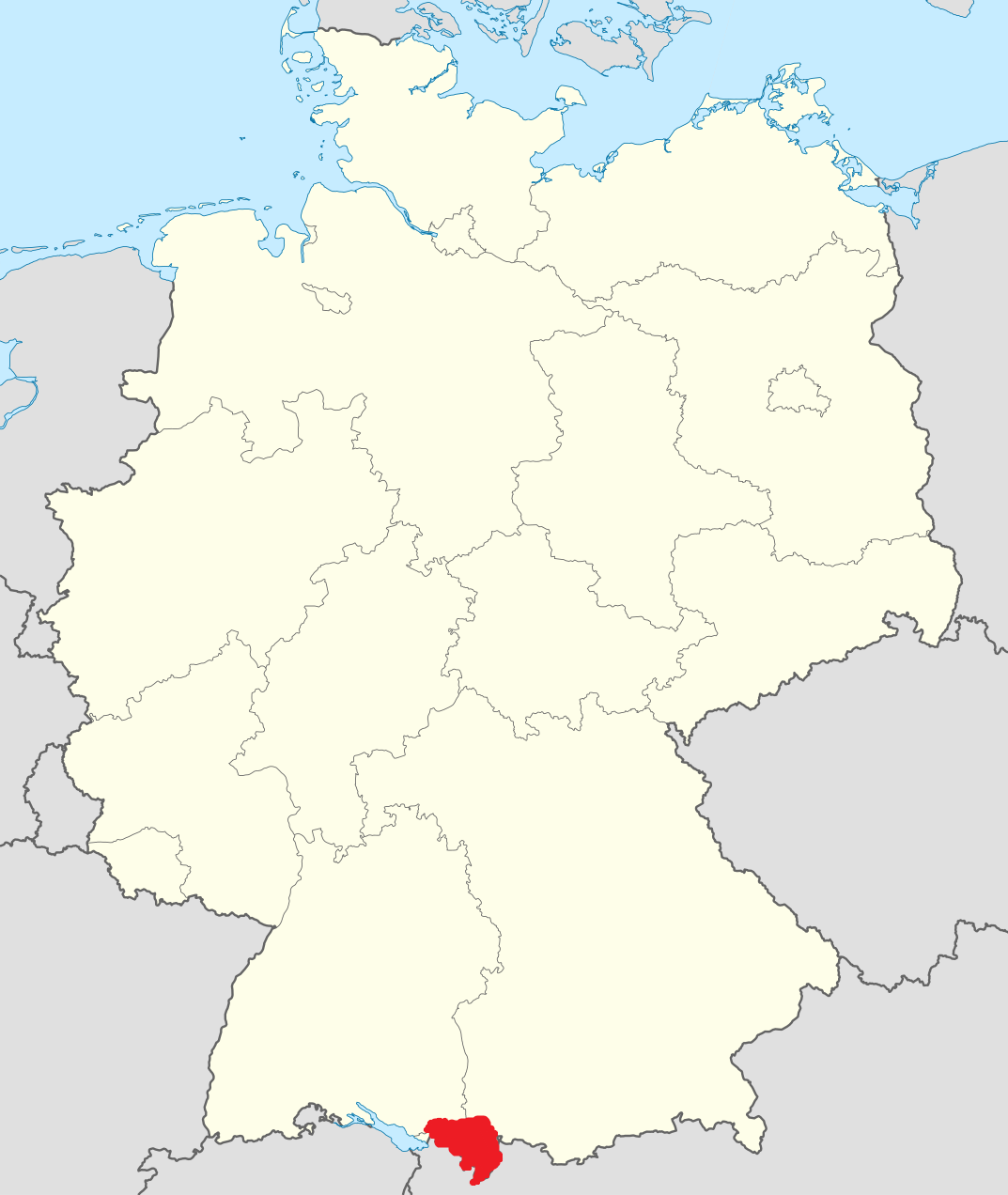
阿尔高在德国的位置

阿尔高（德语：Allgäu），是位于德国上施瓦本的一处风景区，由巴伐利亚州施瓦本行政区的南部、巴登－符腾堡州的东南角以及隶属于奥地利的部分德奥边境地区共同组成。今日的阿尔高是一处著名的旅游度假地。